# Миранский, Григорий Абрамович
Григо́рий Абра́мович Мира́нский (25 февраля 1875, Режицкий повет, Витебская губерния — после 1928) — минский мастер документальной и художественной фотографии, один из первых минских фоторепортёров, служащий пожарной охраны. Его творчество является частью белорусского и российского культурного наследия.

## Биография

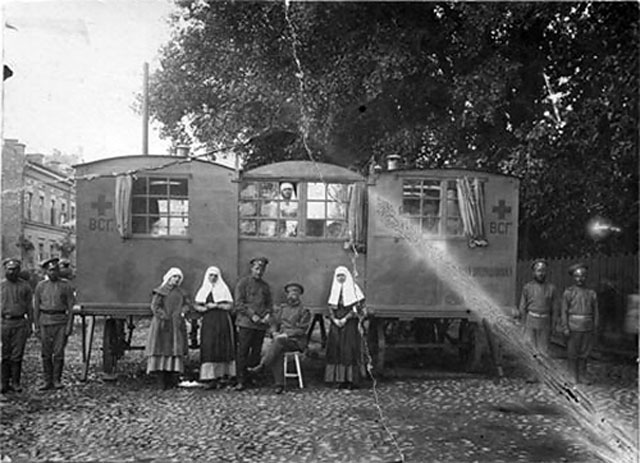
Первая мировая война. Санитарные повозки. Минск, 1915 год. Фото Григория Миранского.

Родился в Режицком повете в 1875 году, в еврейской семье. Позже семья переехала в Минск.
В 19 лет, в 1894 году, он стал сотрудником Минского Добровольного пожарного общества. При этом он был вынужден искать заработок, так как в конце XIX — начале XX веков служба в пожарной охране считалась почётной и была неоплачиваемой.
Неизвестно, где и когда Григорий Миранский учился искусству фотографии, но в конце XIX века он стал известным фотографом и владельцем фотоателье в центре Минска.
В 1896 году, совместно со своим компаньоном Абрамом Левинманом, Миранский получил разрешение минского губернатора на открытие собственного фотоателье. Сотрудничество с Левинманом продолжалось 2 года.
Фотоателье располагалось в центре Минска — на улице Губернаторской, в доме Ерохова. Учитывая довольно высокую конкуренцию среди фотографов, «Центральная фотография Миранского» дополнительно занималась выпуском сувенирных брелоков, брошек с фотографиями, покрытием фотоэмалью. В период сотрудничества Миранского с Абрамом Левинманом компаньоны продавали свои негативы с видами Минска издателям И. Каплану и А. Рудерману для последующей печати на почтовых открытках.
С 1898 года Миранский стал работать самостоятельно. Свидетельство № 4661/28 было выдано в 1898 году. «Центральная фотография Григория Миранского» переехала в дом Курлянда на той же Губернаторской улице.
С 1901 года был членом Витебского фотографического кружка.
В 1901—1902 годах Миранский владел так же фотосалоном в Слуцке (с 28 августа 1901 года по март 1902 года), а затем передал его Левинману.
В 1902 году, прослужив около 8 лет в пожарной команде, Миранский стал руководить отрядом «трубников» из 65 человек, в функцию которых входило поддерживание в руках ствола брандспойта.
В 1904 году на художественно-промышленной выставке в Лионе за представленные фотографии Григорий Миранский получил большую Серебряную медаль. Победа была присуждена не за портретные и пейзажные снимки, а за фоторепортажи на злободневную тему пожаротушения. С этих пор упоминание о Серебряной медали находит своё отражение в рекламной вывеске фотографа.

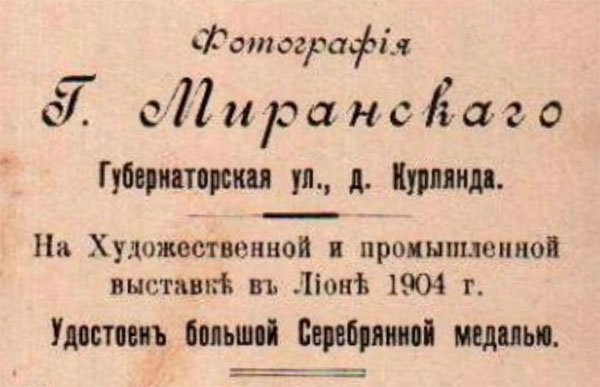

Талант Григория Миранского как фотографа оказался многогранным. Он реализовал себя и как блестящий специалист репортажной фотографии, и как мастер архитектурной фотографии Минска, и как мэтр портретного жанра, набирающего огромную популярность в конце XIX века.
В «Центральной фотографии Григория Миранского» было сделано большое количество индивидуальных и групповых портретов кабинетного и визитного форматов. Сохранились сведения о том, что в 1911 году Миранский обращался в фискальный орган «Элвод» с просьбой об освобождении от дополнительной платы, «которая взимается с него за электричество, потребляемое электрической лампой для съёмок в темноте».
Архитектурные и пейзажные фотографии Миранского отличались строгой композицией, удачным выбором точки съёмки. Это помогало отчётливо подчеркнуть стилистические особенности зданий. Издатели охотно покупали у Миранского целыми циклами фотографии с архитектурными изображениями Минска для изготовления открыток, которые печатались сериями по несколько десятков сюжетов.

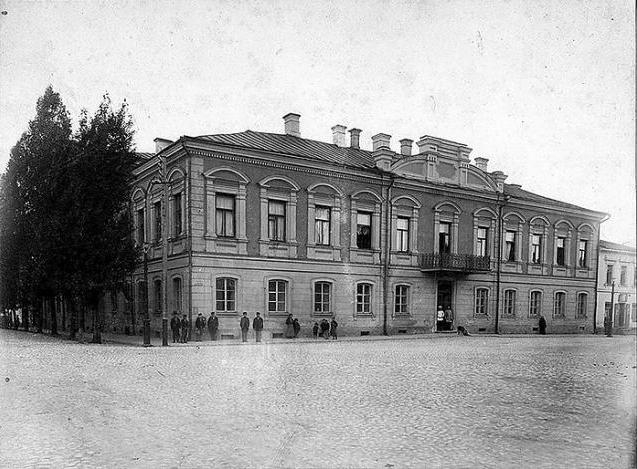
Дом минского дворянского собрания. Григорий Миранский, 1896—1898
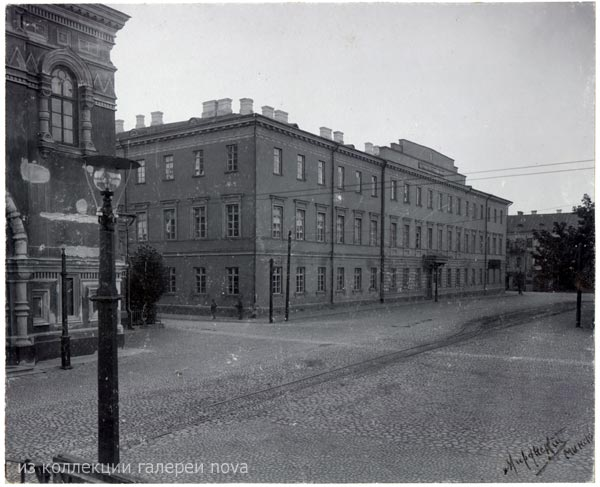
Григорий Миранский. Здание Минских губернских присутственных мест. Начало XX века.
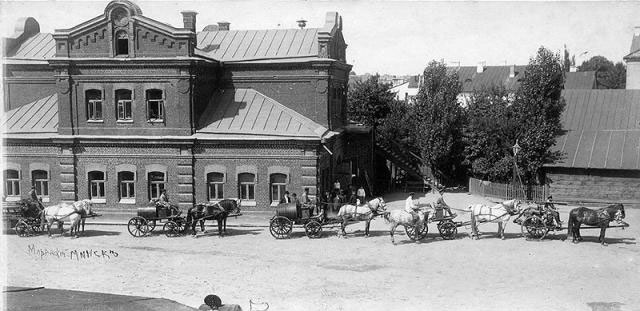
Депо Минского добровольного пожарного общества, 1906 год. Фото Григория Миранского

В 1912 году работы Миранского участвовали в фотовыставке, проводившейся во время VI Международного пожарного конгресса
В 1913 году Григорий Миранский был награждён званием «Почетный потомственный гражданин Минска».

### Советское время
Несмотря на бурные исторические события, революционные изменения в государственном устройстве, Миранский продолжал заниматься фотографией и служить в пожарной охране.
С 1920 по 1924 годы Миранский занимал должность заместителя председателя правления Минского добровольного пожарного общества, был членом его административно-финансовой комиссии.
В это же время он создал серию репортажных работ, которые изображали разрушения зданий в белорусских городах и поселках в период польской оккупации.
В 1925 году этот цикл фотографий был представлен в Зальцбурге на Первой Международной пожарно-спасательной выставке.
В 1926 году Минская городская пожарная команда отмечала свой 50-летний юбилей. По этому случаю, за многолетнюю добросовестную службу, Григорий Миранский был награждён серебряной каской.
В 1928 году он получил звание «Героя труда».
По воспоминаниям художника Леонида Ракова (1930—2022) Григорий Миранский, что приходился братом его бабушки, во время оккупации находился в Минском гетто, где и умер от голода в январе 1942 года.

## Творческое наследие

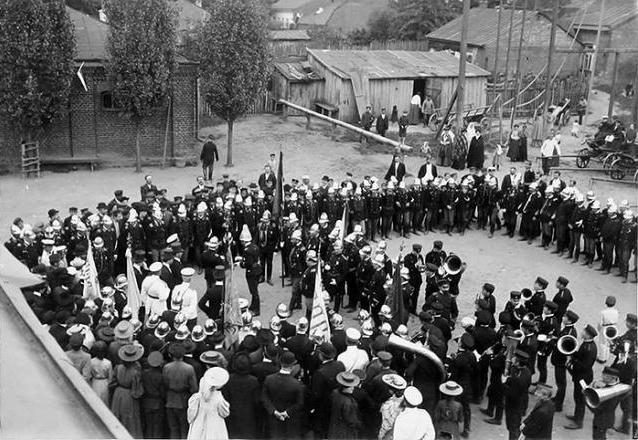
35-летие Добровольно-пожарного общества. Минск. 1911. Фото Григория Миранского

Большинство фотографий Григория Миранского начала XX века не сохранилось, но существуют снимки, созданные во время празднования 35-летия добровольного пожарного общества. Фотографии были сделаны с высоты, на заднем плане проработаны все детали, свет, не искажена перспектива.

Исследователь творчества Миранского, историк и искусствовед, сотрудник Белорусского Исторического музея Надежда Савченко отметила, что 
Григорий Миранский — один из немногих минских фотографов, которые выезжали непосредственно на место событий и выполняли сложные репортажные фотосъёмки, требовавшие внимательного наблюдения за ходом события, быстрой ориентации в выборе более выгодной точки съемки, умелого использования света и ракурсов.
Фотографии Григория Миранского представляют историческую и научную ценность. Именно его работы на тему пожаротушения являются чуть ли не единственными изобразительными источниками по дореволюционной истории пожаротушения на территории современной Беларуси.
Среди известных работ Миранского — групповое фото более 500 делегатов съезда сионистов России, проходившего в Минске 22—28 августа 1902 года.
В 1908 году Миранский запечатлел семью Ивана Пулихова, повешенного в 1905 году за покушение на минского губернатора Павла Курлова.
Фотоработы Григория Миранского хранятся в Национальном историческом музее Беларуси, музее Максима Богдановича в Гродно, а также в многочисленных частных коллекциях.

### Галерея фотопортретов. Фотостудия Миранского.

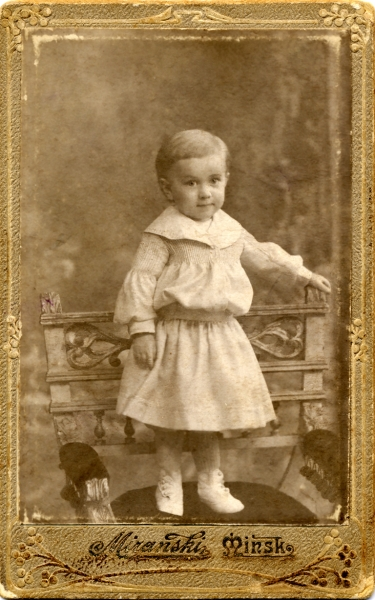
Мальчик Костя Колобановский, 1904 год.
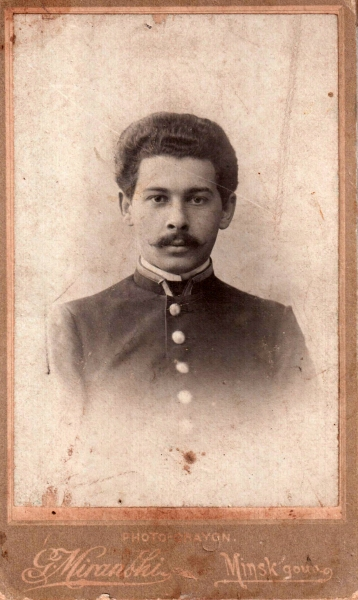
Владимир Герасимович, 1902 год.
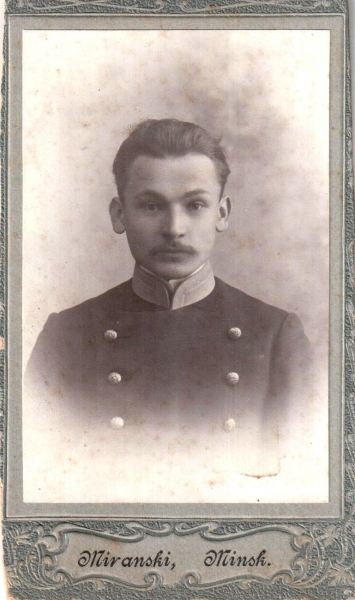
Неизвестный, 1904—1907 годы.
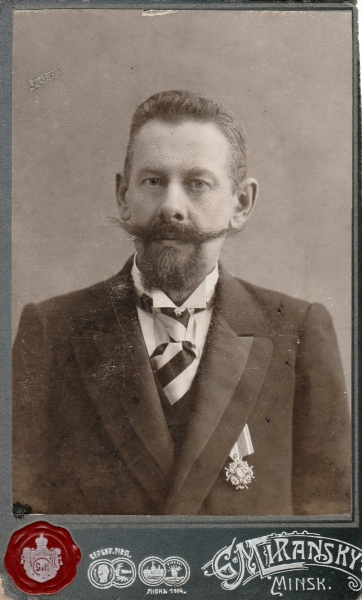
Казимир Мончинский, 1909—1916 годы.